# ポーランド国鉄MBxd2形気動車
ポーランド国鉄MBxd2形気動車（ポーランドこくてつMBxd2がたきどうしゃ）はポーランドにある軌間750mm・1000mmの狭軌鉄道路線向けにルーマニア・ブカレストのFAUR（旧・8月23日工場）で製造された気動車である。この項目では、同時に製造された付随車（客車）のBxhpi形についても解説する。

## 概要
1950年代以降、ポーランドの狭軌鉄道は相次いで廃止されていった。モータリーゼーションも大きな要因であったが、それに加えて車両を含む鉄道施設の老朽化も深刻な要因となっていた。それを受け、ポーランド運輸省は車両の近代化のため1983年にFAUR（旧・8月23日工場）へ客車（Bxhpi形）と共に23両の気動車・MBxd2形の発注を実施した。1984年に試作車が完成し、試験運転の結果を受けて幾つかの不具合が修正された後、同年から1987年にかけて750mm軌間用の車両が20両、1,000mm軌間用の車両が12両製造された。
車体はコルゲート加工を施した鋼製で、側面には乗降扉と乗務員扉がそれぞれ1箇所設置されている。座席配置は1+2列のクロスシートで、車内にはトイレやストーブ、ゴミ箱が設置されている。エンジンはハンガリーのRABA社が開発したD2156HMU（毎分2,100回転、192HP）を使用しており、最大2両の付随車が牽引可能な出力を有するが、冷却装置が不十分だった事から営業運転時は1両のみの牽引に制限されている。750mm軌間用と1,000mm軌間用の車両では減速比が異なる他、最高速度も1,000mm軌間用の方が速く設定されている。
なお、形式名のMBxd2は以下の意味を示す。
| 形式名 | 解説         |
| ------ | ------------ |
| M      | 動力車       |
| B      | 二等車       |
| x      | 車軸数4      |
| d      | エンジン搭載 |
| 2      | 変速機搭載   |

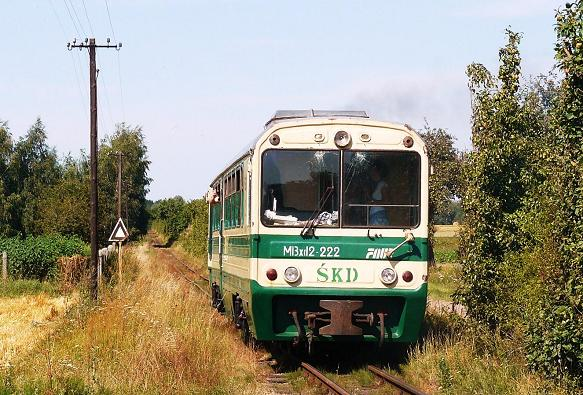
750mm軌間用（MBxd2-222）
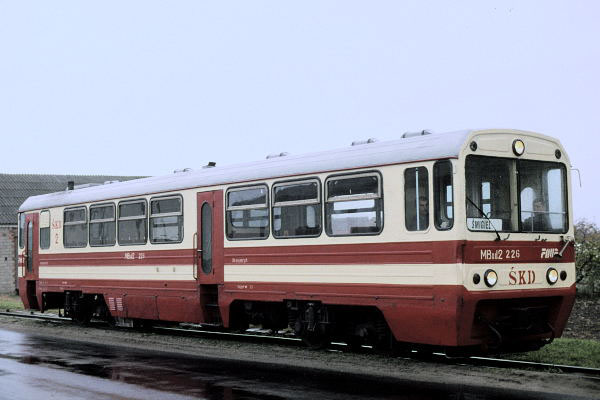
750mm軌間用（MBxd2-226）
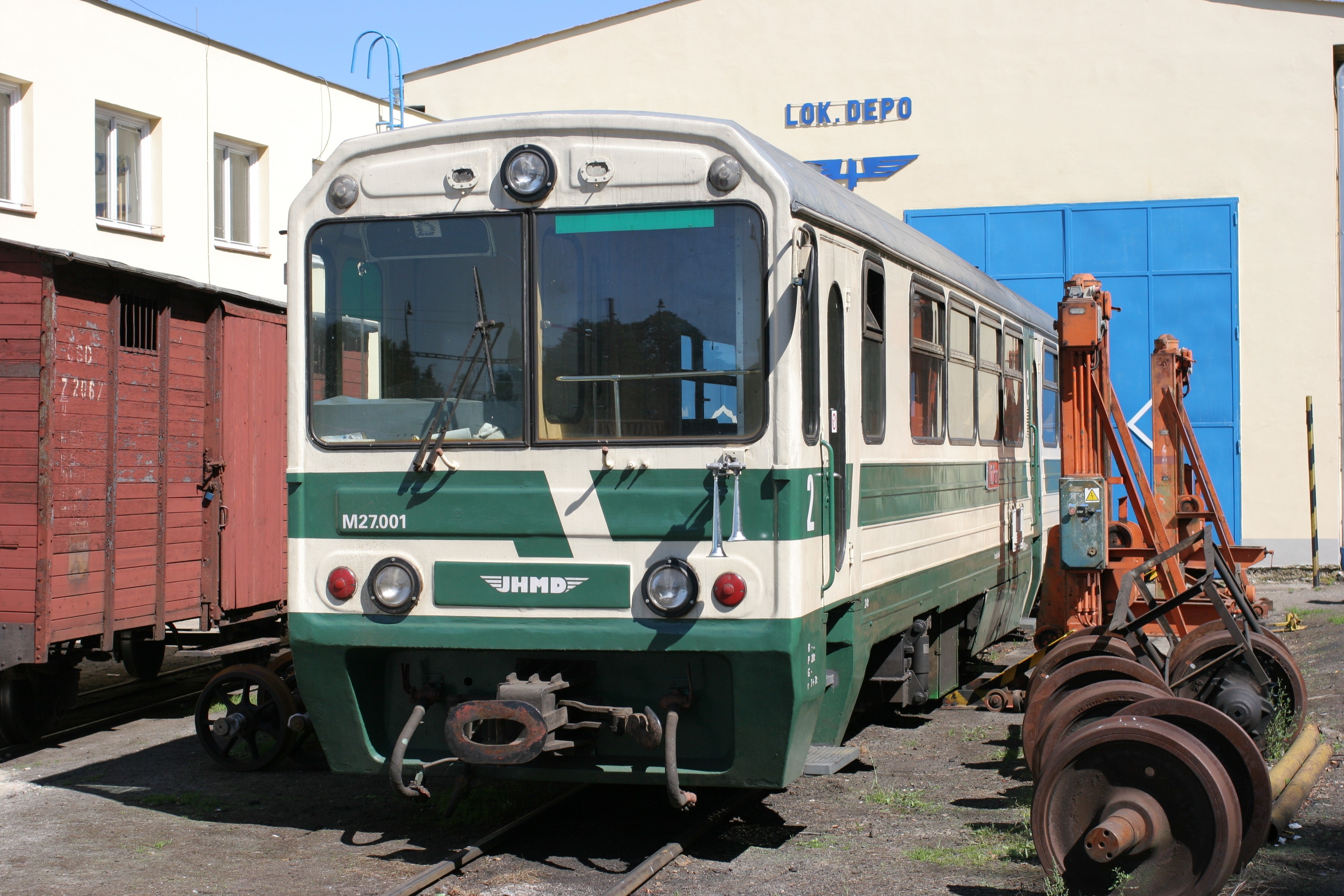
1,000mm軌間用（M27.001）
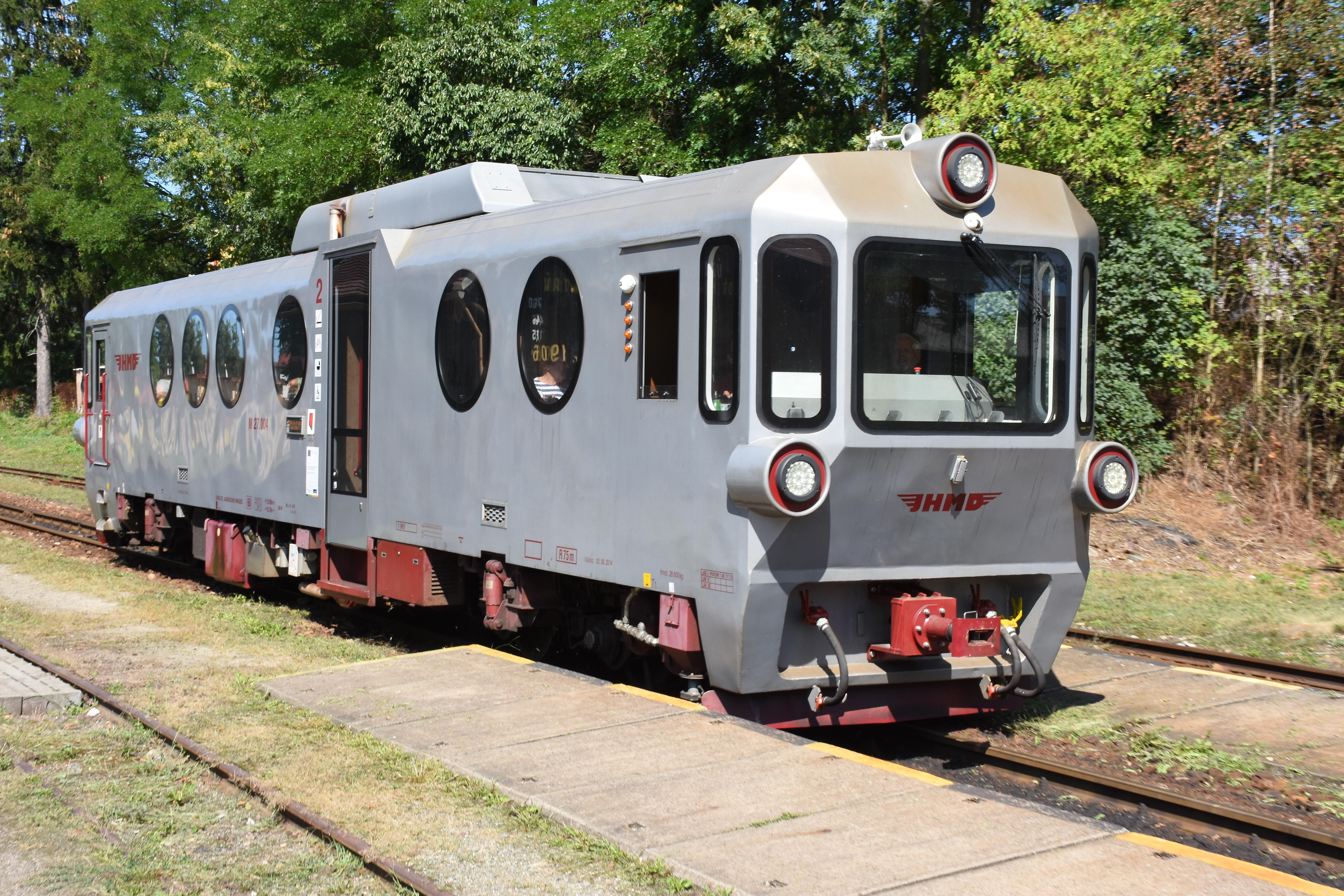
1,000mm軌間用（M 27.004） 2014年に車体更新が実施された

## ポーランド国鉄Bxhpi形客車
ポーランド国内の狭軌鉄道の近代化のため、気動車のMBxd2形と共にFAUR（旧・8月23日工場）で製造された客車。1983年に発注が行われ、同年から1988年にかけて製造が行われた。MBxd2形の付随車として設計されたが、機関車が牽引する客車として使用される事もある。
車体はMBxd2形同様のコルゲート加工を施した鋼製で、乗降扉は車端部に2箇所設置されている。床下には照明や信号受信用の発電機（24V）が設置されているが、故障頻度の多さのため牽引する動力車の発電機によって電力が賄われる場合もある。また冬季での使用を考慮し、車内には石炭炊きのストーブが設置されている。
なお、形式名のBxhpiは以下の意味を示す。

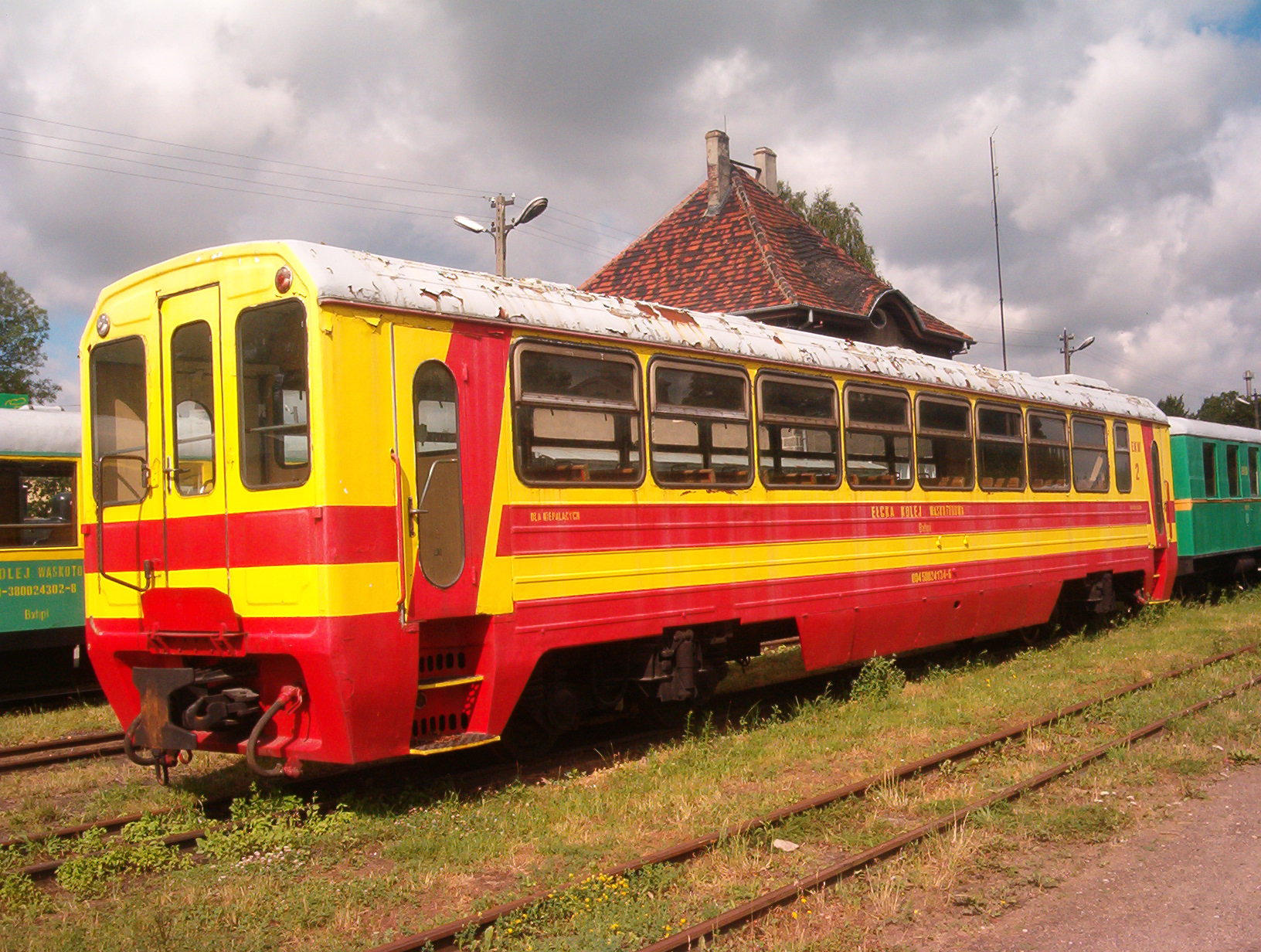
750mm軌間用

| 形式名 | 解説                                 |
| ------ | ------------------------------------ |
| B      | 二等車                               |
| x      | 車軸数4                              |
| h      | ブレーキ搭載                         |
| p      | 空気ブレーキ搭載                     |
| i      | 高床・低床双方のプラットホームに対応 |

- 750mm軌間用

## 余談
製造を担当したFAUR（旧・8月23日工場）では、ポーランドでMBxd2、Bxhpiの形式名が与えられた両車種にまとめてA20D-Pと言う形式名が付けられていた。その意味は以下の通りである。
| 形式名 | 解説                           |
| ------ | ------------------------------ |
| A      | 気動車および気動車編成         |
| 20     | エンジンの出力(HP)の1/10の数値 |
| D      | ディーゼルエンジン搭載         |
| -P     | ポーランド向け車両             |

## 参考資料
- Paweł Korcz (2002-10). Wagony Motorowe MBxd2 „Świat Kolei”. Łódź: EMI-PRESS. pp. 36-39. ISSN 1234-5962